# Condado de Wabasha
O Condado de Wabasha é um dos 87 condados do estado americano de Minnesota. A sede do condado e sua maior cidade é Wabasha. O condado possui uma área de 1 424 km² (dos quais 64 km² estão cobertos por água), uma população de 21 610 habitantes, e uma densidade populacional de 16 hab/km² (segundo o censo nacional de 2000). O condado foi fundado em 1853.